# Lahulsk, Novohrad-Volînskîi
Lahulsk (în ucraineană Лагульськ) este un sat în comuna Kameanîi Maidan din raionul Novohrad-Volînskîi, regiunea Jîtomîr, Ucraina.

## Demografie
Componența lingvistică a localității Lahulsk
     Ucraineană (100%)
Conform recensământului din 2001, toată populația localității Lahulsk era vorbitoare de ucraineană (100%).